# پانکرودو
پانکرودو (به اسپانیایی: Pancrudo) یک شهرستان در اسپانیا است که در Teruel Community واقع شده‌است.

## خصوصیات
پانکرودو ۱۰۰٫۱۲ کیلومترمربع مساحت و ۱۰۴ نفر جمعیت دارد و ۱٬۲۳۵ متر بالاتر از سطح دریا واقع شده‌است.